# Karthagischer Friede
Als Karthagischer Friede wird ein Friede bezeichnet, der den Besiegten dauerhaft zerstört oder ihm die Möglichkeit nimmt, „wieder auf die Beine zu kommen“. Gelegentlich wird rechtskonservativ der Friedensvertrag von Versailles (1919) als Karthagischer Friede bezeichnet.

## Begriffsentstehung
Karthago war eine alteingesessene See- und Handelsmacht, die den westlichen Mittelmeerraum kontrollierte (siehe Karthagisches Reich). Das Römische Reich war jünger – eine vielgenannte Jahreszahl der Gründung ist 753 vor Christus – und wurde nach und nach Herr über das heutige Italien.
Bis etwa zur Mitte des 3. Jahrhunderts v. Chr. war das Verhältnis zwischen Rom und Karthago kooperativ, was mehrere Verträge belegen. Als Rom aber eine Chance erkannte, einen Brückenkopf in Sizilien zu erringen, trat Karthago diesem entgegen, weil es durch diese Expansion seine eigenen Besitzungen im Westen Siziliens gefährdet sah.
Dieser Konflikt zwischen Karthagern – von den Römern Poeni (Punier) genannt – und Römern weitete sich im Ersten (264 – 241 v. Chr.) und Zweiten Punischen Krieg (218 – 201 v. Chr.) in einen Kampf um die Hegemonie im westlichen Mittelmeer aus.
Der erstere wurde hauptsächlich mit Seestreitkräften und auf Sizilien geführt; der zweite ist durch Hannibals Überquerung der Alpen bekannt geworden (dabei wurden Kriegselefanten mitgeführt). Die Römer erlitten in der Schlacht von Cannae 216 ihre schwerste Niederlage überhaupt.
Obwohl Rom mehrmals am Rand einer Niederlage stand, gewann es beide Kriege; Karthago ging dagegen merklich geschwächt aus diesen hervor. Nach dem endgültigen Triumph bei der Schlacht von Zama 202 v. Chr. unterlag Karthago und wurde zu einem römischen Vasallenstaat. Vor allem die römischen Konservativen unter Marcus Porcius Cato dem Älteren fürchteten gleichwohl – tatsächlich oder vorgeblich – ein Wiedererstarken des Erbfeindes und bevorteilten massiv Karthagos nordafrikanische Rivalen.
Im Dritten Punischen Krieg (149 und 146 v. Chr.) beseitigten die Römer den karthagischen Stadtstaat, zerstörten die Stadt selbst und errichteten die neue Provinz Africa.